# Hippolyte Dhont
Hippolyte Dhont (Brugge, 29 september 1803 - 25 april 1875), behorende tot de notabele Oost- en West-Vlaamse familie Dhont, was burgemeester van Sint-Michiels en Boekhoute.

## Levensloop
Hippolyte Jean Philippe Dhont was een van de acht kinderen van Jean-Charles Dhont (1772-1821) en diens tweede vrouw, Barbara Pecsteen (1780-1824). Jean-Charles was de zoon van Jean-Bernard Dhont (1728-1817) en Jeanne van de Walle (1742-1811). Deze was zeer rijk geworden doordat hij de voornaamste erfgenaam was van zijn oudere broer Charles-Jean Dhont de Nieuwburg (1723-1798), die door het vervullen van ontvangerschappen, door het zakendoen en door zijn huwelijk met de erfdochter Isabella Claesman, zeer welvarend was geworden. Hij had echter geen kinderen, zodat alles door de familie, in de eerste plaats door Jean-Charles, werd geërfd. De aanzienlijke erfenis was gedurende een halve eeuw de inzet van een verbeten juridische strijd tussen familieleden.
De familie Dhont stamde uit het Meetjesland, meer bepaald uit Kaprijke, Boekhoute en Bassevelde. Pieter-Cornelius Dhont was burgemeester van Kaprijke en baljuw van Aveschoot. Met zijn echtgenote Isabelle De Smet had hij vijf kinderen, onder wie de hier genoemde Charles-Jean en Jean-Charles. Jean-Charles Dhont woonde in de Lane en had zijn buitenverblijf in Sint-Michiels.
Hippolyte Dhont trouwde in 1835 met Eugenie Cornelis (1804-1878) uit Boekhoute. Het echtpaar had twee zonen die vrijgezel bleven en een dochter die trouwde met Oscar de Schietere de Lophem, maar kinderloos bleef.
Hippolyte verdeelde zijn tijd en activiteiten tussen de stad Brugge, waar hij luitenant-kolonel werd van het derde landelijke legioen van de Burgerwacht en Sint-Michiels waar hij als herenboer woonde. In 1847 werd hij, naar het voorbeeld van zijn oom Charles Dhont de Nieuwburg, in de adelstand opgenomen met de overdraagbare titel van ridder. Hij zette zich ook in voor de pauselijke staten, wat hem een pauselijke titel van graaf opleverde.

## Burgemeester van Sint-Michiels
In 1828 volgde Dhont schepen Patteu op als eerste schepen en dat bracht er hem vaak toe de burgemeester te vervangen. In september 1831 werd hij burgemeester van Sint-Michiels, ambt dat hij tot juni 1839 uitoefende. 
In dat jaar verliet hij Sint-Michiels en werd burgemeester van Boekhoute, een gemeente waar zowel hij als zijn vrouw nauwe banden mee onderhielden.